# Nürnberg Hauptbahnhof
Nürnberg Hauptbahnhof (Nürnberg Hbf) – główna stacja kolejowa w Norymberdze, największa w Bawarii Północnej, położona na południowo-wschodnim krańcu starego miasta. Codziennie na stacji zatrzymuje się około 250 pociągów i korzysta z niej około 130 tys. pasażerów. W pobliżu dworca głównego znajduje się m.in. Muzeum Komunikacyjne i Teatr Operowy.